# Институт молекулярной генетики
Институт молекулярной генетики Национального исследовательского центра «Курчатовский институт» — научное учреждение, входящее в состав Национального исследовательского центра «Курчатовский институт». Осуществляет фундаментальные научные исследования и прикладные разработки в области молекулярной генетики, молекулярной биологии, биотехнологии и медицины.

## История
Создан в 1978 г. как Институт молекулярной генетики АН СССР (постановлением Президиума Академии наук СССР № 719 от 30 июня 1977 г.) на базе Биологического отдела (БИО) Института атомной энергии (ИАЭ).
В 2008 г. переименован в соответствии с постановлением Президиума Российской академии наук от 18 декабря 2007 г. № 274 в Учреждение Российской академии наук Институт молекулярной генетики РАН.
В 2011 г. переименован в Федеральное государственное бюджетное учреждение науки Институт молекулярной генетики Российской академии наук в соответствии с постановлением Президиума Российской академии наук № 262 от 13.12.2011.
Руководители института:
- 1978—1988 — профессор М. А. Мокульский
- 1988—2006 — академик РАН Е. Д. Свердлов
- С 2006 — член-корреспондент РАН С. В. Костров

## Научная деятельность
Основные направления научных исследований:
- Структурно-функциональный анализ геномов, их нестабильности, эволюции и патологических изменений
- Молекулярные механизмы регуляции экспрессии генетического материала на различных уровнях
- Молекулярно-генетические основы биотехнологических процессов
- Физиологически активные вещества, включая изотопно меченые, для исследований в области молекулярной биологии, молекулярной генетики и медицины
- Кодирование и передача информации в молекулярно-генетических системах
- Биоинформатика: разработка банков данных и компьютерных методов анализа молекулярно-биологической информации

Исследования проводятся на нескольких основных объектах: человек, мышь, дрозофила, дрожжи и бактерии.
Осуществляется идентификация генов наследственных болезней человека путём анализа семейных историй в семьях, где эта болезнь наследуется (С. А. Лимборская). На человеческих хромосомах идентифицируются последовательности, ведущие своё происхождение от ретровирусов, инфицировавших предков современного человека (В. З. Тарантул). Исследование молекулярно-генетических механизмов злокачественного перерождения клеток осуществляется на примере лимфом, ассоциированных с вирусами иммунодефицита. Гены, ответственные за контроль клеточного цикла, исследуются на дрожжевой системе.
Проводятся исследования в области эпигенетики. Изучаются молекулярно-генетические основы эффекта положения (В. А. Гвоздев) и влияния пространственной организации хроматина на экспрессию генов. Исследуются молекулярные механизмы РНК-интерференции, в частности, работа микроРНК и piРНК путей. Также изучается роль подвижных элементов в геноме дрозофилы и распространение подвижных элементов в природных популяциях бактерий. Проводятся исследования структуры и функции РНК-полимеразы бактерий. Осуществляются исследования функций генов с использованием методов генной инженерии, в том числе нокаута генов, проводится работа по генетике соматических клеток, включая эмбриональные стволовые клетки. Изучаются вопросы регуляции экспрессии генов мобильных элементов прокариот (К. В. Северинов).
Проводятся фундаментальные и прикладные исследования в области биотехнологии и фармакогеномики. Изучаются гены ферментов, важных для биотехнологии: термостабильных целлюлаз, протеиназ, систем синтеза антибиотиков широкого профиля, микроцинов. Проводятся работы по созданию нового поколения физиологически активных пептидов для медицинского применения, примером которых является оригинальный ноотропный препарат Семакс, и исследуются молекулярные мишени их действия.

## Научно-образовательная деятельность
При институте функционирует аспирантура, в которой осуществляется подготовка аспирантов к соисканию учёной степени кандидата наук по следующим специальностям:
- «биофизика» (03.01.02)
- «молекулярная биология» (03.01.03)
- «биохимия» (03.01.04)
- «генетика» (03.02.07)
- «биотехнология» (03.01.06)
- «молекулярная генетика» (03.01.07)

В структуру института входит научно-образовательный центр «Геномика, молекулярная биотехнология и медицина», созданный при участии Российского химико-технологического университета им. Д.И. Менделеева в качестве равноправного партнера и открытый для вхождения в него других научных и учебных организаций. Центр функционирует с целью обеспечения молодыми кадрами ИМГ РАН и других академических институтов, работающих в смежных областях, для вовлечения студентов, научных сотрудников и профессорско-преподавательского состава вузов в проведение совместных с ИМГ РАН научных исследований, а также в связи с необходимостью расширения интеграции высшего образования и академической науки, улучшения профессиональной подготовки молодых специалистов и повышения эффективности научных исследований.

## Структура
Отдел молекулярной генетики клетки
- Лаборатория биохимической генетики животных
- Лаборатория анализа регуляции генов
- Лаборатория геномной изменчивости
- Лаборатория молекулярной генетики микроорганизмов
- Лаборатория молекулярной генетики эмбрионального развития
- Лаборатория регуляции экспрессии генов мобильных элементов прокариот
- Сектор генных взаимодействий
- Музей генетически маркированных культур

Отдел молекулярно-генетических основ биотехнологии и белковой инженерии
- Лаборатория белковой инженерии
- Лаборатория регуляции экспрессии генов микроорганизмов
- Лаборатория выделения и очистки биологически активных соединений

Отдел молекулярных основ генетики человека
- Лаборатория молекулярной генетики человека
- Лаборатория молекулярной генетики наследственных болезней

Отдел химии физиологически активных веществ
- Лаборатория изотопно меченных физиологически активных веществ
- Лаборатория молекулярных основ регуляции поведения
- Сектор регуляторных пептидов

Отдел вирусной и клеточной молекулярной генетики
- Лаборатория репликации и репарации генома
- Лаборатория молекулярной генетики соматических клеток
- Сектор развития методов молекулярной генетики
- Центр молекулярной генетики стволовых клеток
- Группа по переносу генов в эукариоты

Лаборатория биоинформатики
Лаборатория молекулярной биофизики
Лаборатория молекулярной диагностики
Группа исследования геномных повторов эукариот
Группа онкогеномики
ЦКП "Центр клеточных и генных технологий"
Научно-образовательный центр "Геномика, биотехнология и медицина"